# NK Gospić '91
NK Gospić ´91 je nogometni klub iz Gospića. Prije se zvao "NK Gospić". 
Trenutno se nalaze u prvih 5 u 4. HNL-u zapad
Klub djeluje dugi niz godina u svim dobnim skupinama od juniora i dalje.